# Habovka
Habovka (ungarisch Habovka, polnisch Habówka) ist eine Gemeinde im Norden der Slowakei mit 1361 Einwohnern (Stand 31. Dezember 2024), die zum Okres Tvrdošín, einem Teil des Žilinský kraj gehört.

## Geographie

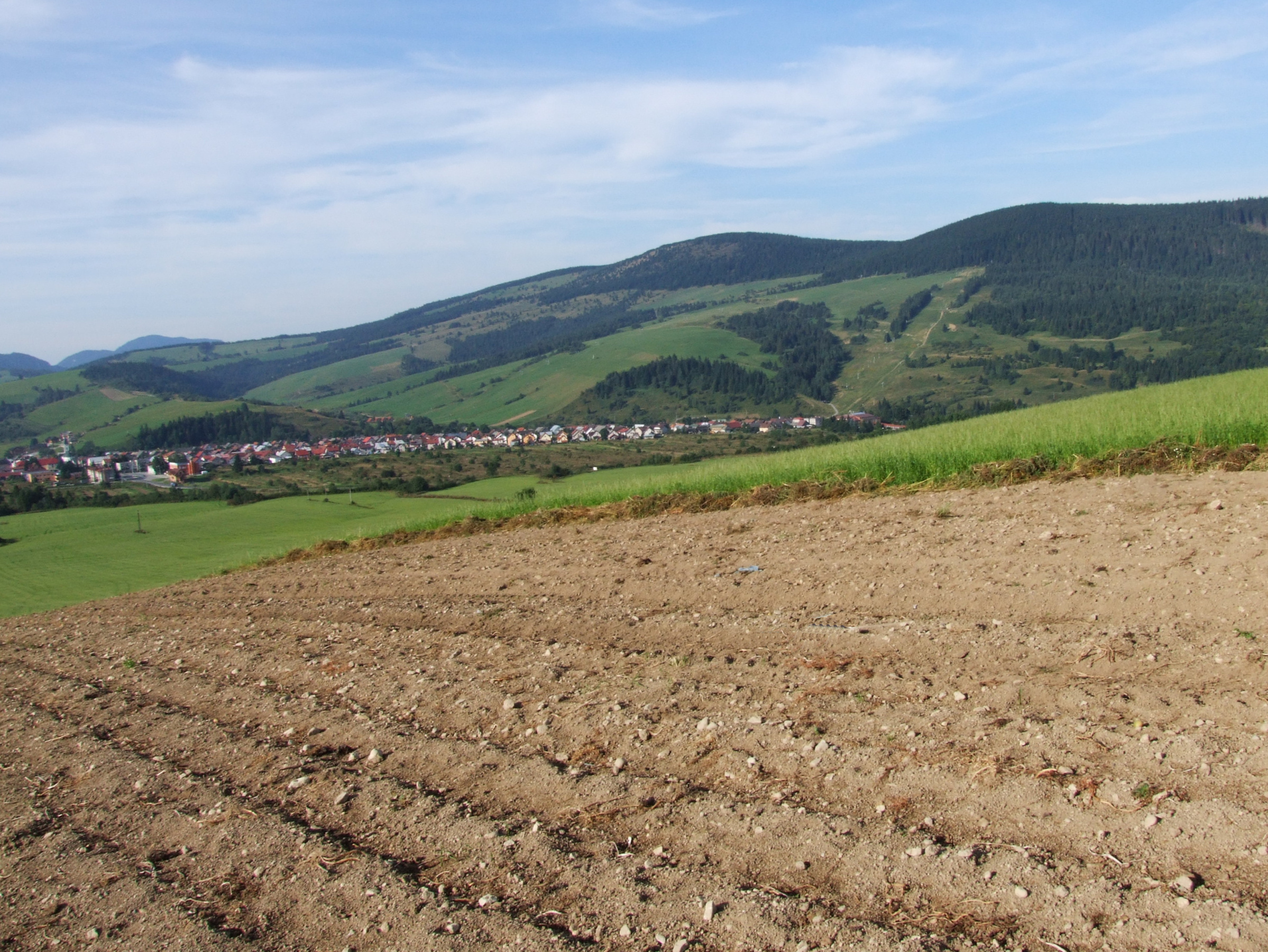
Landschaft rund um Habovka

Die Gemeinde befindet sich im Bergland Skorušinské vrchy, unweit der Westtatra im Tal des Baches Studený potok beim Zusammenfluss mit der Blatná. Das Ortszentrum liegt auf einer Höhe von 730 m n.m. und ist 17 Kilometer von Tvrdošín entfernt.

## Geschichte

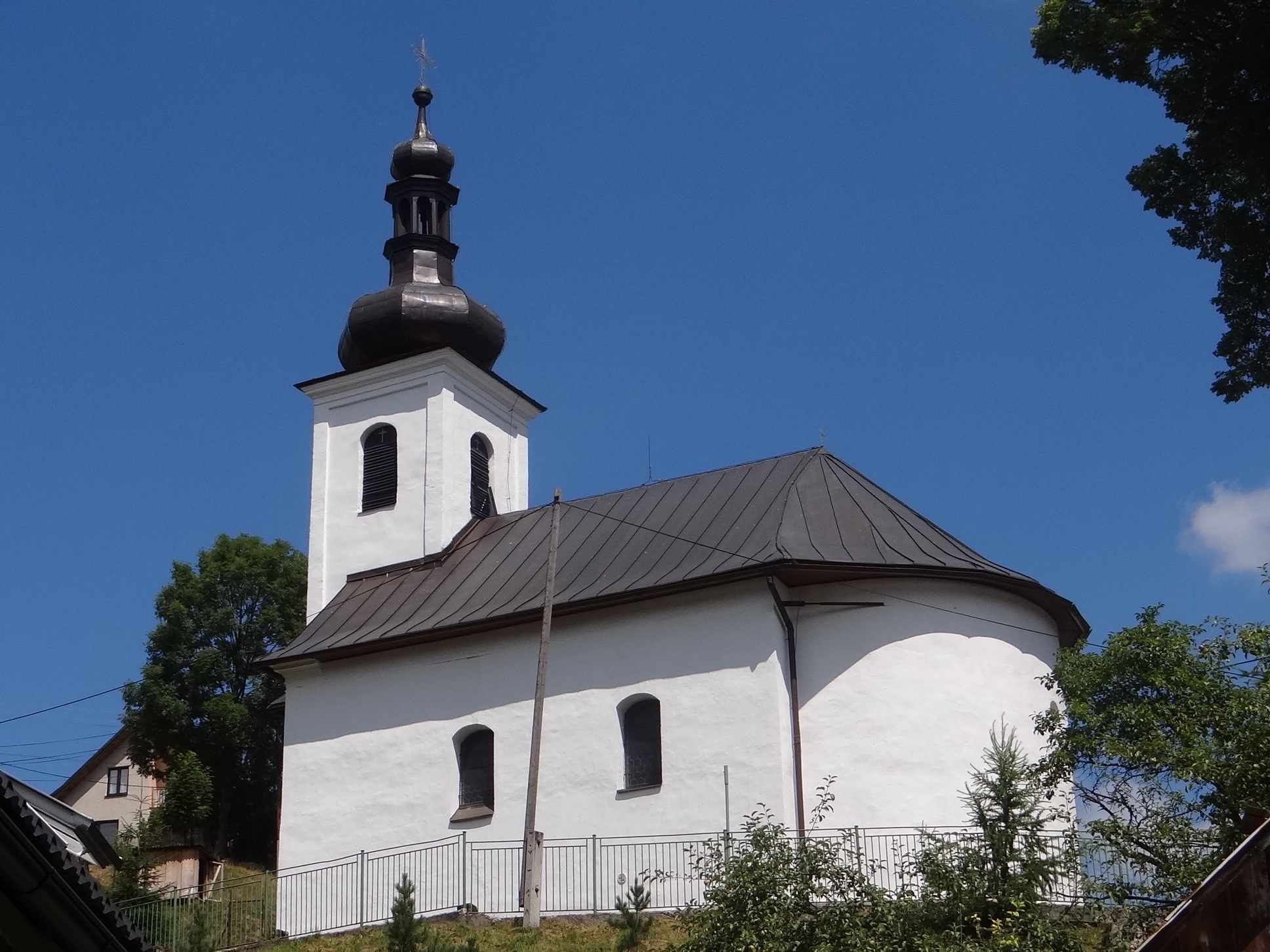
Römisch-katholische Kirche

Der Ort wurde zum ersten Mal 1593 als Habowka schriftlich erwähnt und wurde nach walachischem Recht gegründet. Er gehörte zum Herrschaftsgut der Arwaburg.
1778 zählte man 350 Einwohner, 1828 121 Häuser und 793 Einwohner. Wegen des wenig fruchtbaren Böden waren Leinen- sowie Schindelherstellung Haupteinnahmequellen, oftmals mussten Einwohner Arbeit in anderen Komitaten suchen.

## Bevölkerung
| Jahr                | 1994 | 2004     | 2014    | 2024    |
| ------------------- | ---- | -------- | ------- | ------- |
| Anzahl der Personen | 1195 | 1360     | 1377    | 1361    |
| Unterschied         |      | +13,80 % | +1,25 % | −1,16 % |

| Jahr                | 2023 | 2024    |
| ------------------- | ---- | ------- |
| Anzahl der Personen | 1345 | 1361    |
| Unterschied         |      | +1,18 % |

Nach der Volkszählung 2011 wohnten in Habovka 1352 Einwohner, davon 1342 Slowaken, zwei Tschechen und ein Russe; ein Einwohner war anderer Ethnie. Sechs Einwohner machten keine Angabe. 1299 Einwohner bekannten sich zur römisch-katholischen Kirche, elf Einwohner zu den Zeugen Jehovas und je drei Einwohner zur evangelischen Kirche A. B. und zur orthodoxen Kirche; drei Einwohner waren anderer Konfession. 15 Einwohner waren konfessionslos und bei 18 Einwohnern ist die Konfession nicht ermittelt.
Ergebnisse nach der Volkszählung 2001 (1299 Einwohner):
| Nach Ethnie: - 99,46 % Slowaken - 0,38 % Tschechen | Nach Konfession: - 97,54 % römisch-katholisch - 0,92 % konfessionslos - 0,38 % evangelisch - 0,38 % keine Angabe |

## Sehenswürdigkeiten
- römisch-katholische Kirche aus den Jahren 1817–1820